# Eric-M.-Warburg-Preis

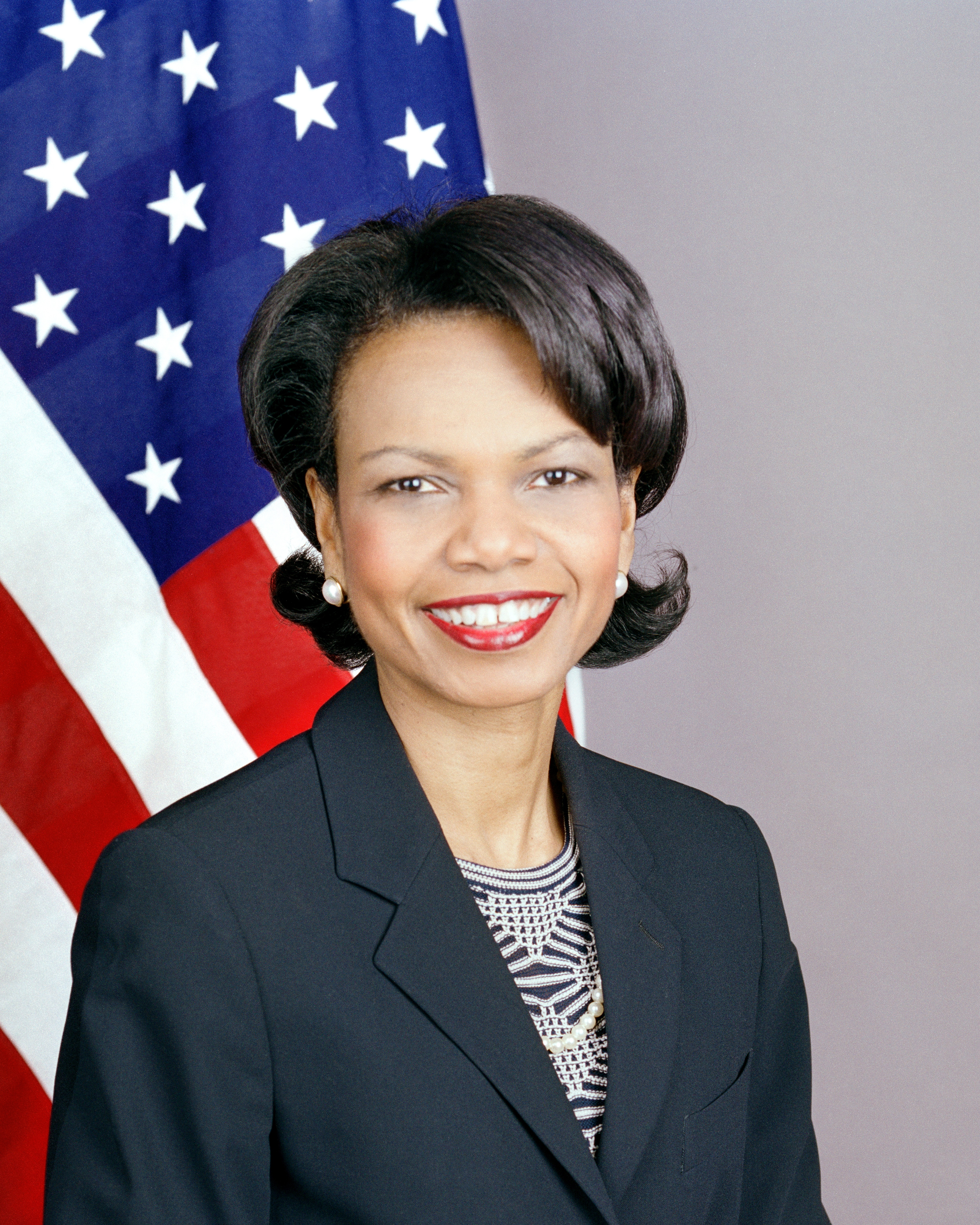
Condoleezza Rice

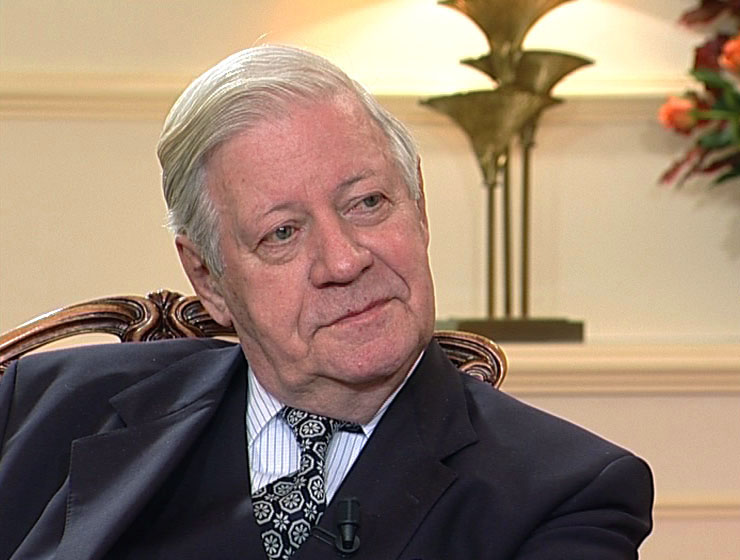
Helmut Schmidt

Mit dem nach dem Hamburger Bankier Eric Moritz Warburg benannten Preis ehrt das deutsch-amerikanische Netzwerk Atlantik-Brücke Persönlichkeiten, die dazu beigetragen haben, Deutschlands Platz in der atlantischen Allianz zu sichern und zu festigen.
Preisträger
- 1988: Eric M. Warburg, Gründer Atlantik-Brücke
- 1990: Paul H. Nitze, Director of Policy Planning US-Außenministerium
- 1992: Henry A. Kissinger, US-Außenminister a. D.
- 1994: Manfred Wörner, NATO-Generalsekretär
- 1996: Helmut Kohl, Bundeskanzler a. D.
- 1998: Veteranen der Alliierten Luftstreitkräfte, Berliner Luftbrücke
- 2000: Otto Graf Lambsdorff, Bundeswirtschaftsminister a. D.
- 2002: George Bush sen., US-Präsident a. D.
- 2004: Klaus Naumann, Vorsitz NATO-Militärausschuss
- 2007: Condoleezza Rice, US-Außenministerin a. D.
- 2009: Angela Merkel, Bundeskanzlerin
- 2012: Helmut Schmidt, Bundeskanzler a. D.
- 2014: Richard von Weizsäcker, Bundespräsident a. D.
- 2018: Chrystia Freeland, Außenministerin Kanadas
- 2024: Jens Stoltenberg, NATO-Generalsekretär[2]